# ボライ
ボライ（モンゴル語: Булай тайш、? - 1465年）は、15世紀における北元の部族長の一人。ハラチン部の人間であり、オイラトのエセンの死後に東モンゴリアの諸勢力を統制して強勢となった。エセンと同様に太師淮王と自称しており、このためモンゴル年代記ではボライ＝タイシとして記される。漢文史料上では主に孛来太師と表記される。

## 概要
ボライの前半生は不明瞭ではあるが、少なくともエセンが1453年にタイスン・ハーン（トクトア・ブハ）を殺してハーン位に即いた頃にはハラチン部の有力者としてエセンに仕えていたようである。同年2月にはエセンによって7万の大兵力と共に遼東方面に派遣されており、エセンの信任を得ていたことが窺える。1454年エセンがアラク・テムルの急襲を受けて殺された際に、エセンの坐右に侍していた孛羅は哈剌嗔（ハラチン）の孛羅平章（ボライ＝ビンジャン）の事ではないかと推測されている。エセンが殺されるとモンゴリアは混乱状態に陥ったが、その中でボライはエセンを殺したアラク・テムルを撃ち破ってその玉宝・エセンの母妻を奪い取った。前後してボライはオンリュート部のモーリハイと協力しエセンに殺されたタイスン・ハーンの幼子を擁立してマルコルギス・ハーンとし、ドチン・モンゴル（明朝における韃靼部）を復興させてその実権を握った。1455年夏4月にはマルコルギス・ハーンらと共に明朝に使者を派遣している。
1457年、英宗が天順帝として復位するとボライは使者を派遣し、「宝璽（伝国璽）」を献上しようという旨を伝えたが、これはその真偽を疑った明朝側に拒絶されている。また、この際に初めて「太師（タイシ）」と称している。これ以後、明朝が朝貢の拡大を抑制したこと、モンゴリアの情勢が一時的に安定したこと、モンゴリアで飢饉が起こったことなどの理由によってボライによる明朝攻撃が頻発するようになる。ボライは洪武帝の時代より明朝が勢力下に置いていたオルドス地方に1458年ころ進出し、1459年よりここを拠点に陝西方面への出兵を始めた。天順年間（1457年 - 1464年）を通じてボライはオルドスに潜在して黄河が凍結するとこれを越え、明朝の城市を寇掠することを繰り返した。また、1459年にはモンゴリア東方の勢力であるウリヤンハイ三衛への侵攻も計画しているが、明朝が使者を派遣して三衛に助力することを告げたため、三衛への侵攻は一時控えられた。これと並行してボライは明朝との交渉も続けており、1461年8月には明朝はボライに譲歩する形でその要求を受け容れる勅諭を出し、この際にボライは「太師淮王」と称されている。
この明朝との交渉との直後、同1461年9月にマルコルギス・ハーンはボライを殺そうと万余の兵を動かしており、またモーリハイは数万の大軍で以て明を寇掠し、このために明朝はボライの朝貢を警戒するようになった。これらはボライと明朝との接近をモーリハイらが快く思わなかったためと推測されている。このためか、1461年ボライは使者を派遣し、マルコルギス・ハーンを差し置いて「己は韃靼国の王であり」、「賜物が他の者と同じなのは納得がいかない」との旨を伝えており、これに対して明朝礼部は「君臣の行為ではない」と評している。同1461年よりボライは東方への侵攻を始め、まずはウリヤンハイ三衛を屈服させ、後には建州女直まで兵を進めた。しかし、この女直遠征の後、成化年間初期（1465年 - 1466年）にボライは以前より対立を深めていたマルコルギス・ハーンと衝突し、遂にはこれを弑逆したものの、その直後にモーリハイの攻撃によってボライ自身も殺された。ボライの勢力はほぼそのままモーリハイに吸収され、オルドス地方からの明朝への侵攻も引き継がれた。

## モンゴル年代記における記述
『蒙古源流』を初めとする年代記にはボライの事蹟について殆ど何も記されておらず、エセンがチンギス・ハーンの末裔を殺戮しようとした際に、バヤン・モンケ（ダヤン・ハーンの父）を脱出させるのに協力した者の一人として名前が挙げられているのみである。一方、マルコルギス・ハーンの擁立に関してはその母の小ハトン・サムル太后が尽力した事が記されているが、サムル太后について明朝側には全く記載がない。これは、自身もまたボルジギン氏である著者サガン・セチェンが敢えて太后の功績を特筆することで、ハーンを傀儡とし権力を握ったボライの功績を故意に貶めようとしたためであると推測されている。ダヤン・ハーンの即位について、マンドフイ・ハトンの功績を特筆しイスマイル・タイシの役割を述べないのも同様の理由であると見られる。